# Franjo Dugan (1874-1948)
Franjo Dugan, hrvaški skladatelj, organist in publicist, * 11. september 1874, Krapinica (Hrvaška), † 12. december 1948, Zagreb. 

## Življenje in delo
Po končanem študiju  matematike in fizike na zagrebški univerzi je nadaljeval s študijem glasbene kompozicije na Visoki glasbeni šoli v Berlinu. Kot srednješolski profesor je služboval v Osijeku in Zagrebu, od 1922 do 1941 pa je bil predavatelj Muzičke akademije v Zagrebu. Bil je tudi urednik glasbene priloge lista »Sv. Cecilija« in eden od ustanoviteljev cecilijanskega gibanja na Hrvaškem. 
Kot glasbenik je bil cerkveni in koncertni organist ter dirigent pevskih zborov. Pisal je glasbene priročnike in bil glasbeni kritik. V skladateljskem delu pa se je navezoval na romantično glasbo, osnovni značaj njegovega glasbenega ustvarjanja dela pa je polifonija. Napisal je sledeče skladbe: Uvertura in Simfonični andante za orkester; 3 godalne kvartete; violinsko sonato v g-molu; Toccatto; Kromatsko fugo za orgle; več zborovskih skladb in številne harmonizacije gregorijanskega korala.